# 裴忌
裴忌（522年—594年），字無畏，河東郡聞喜县（今山西省聞喜县）人，南北朝南梁、南陳、北周官員。

## 生平
裴忌的祖父是南梁中散大夫裴髦，父親則是南梁費縣侯、南陳贈仁威將軍、光祿大夫裴之平。裴忌年少聰明、有見識和器量，涉獵不少書本，獲時人稱讚；以豫章王萧欢法曹參軍为起家官。侯景之亂，裴忌招集人員跟隨陳霸先征討，累積功勳為寧遠將軍，之後陳霸先誅殺王僧辯，王僧辯的弟弟王僧智在吳郡舉兵據守，陳霸先差遣黃他率兵攻打，王僧智於西昌門出兵迎戰，二人相持不份勝負。陳霸先向裴忌說：「三吳是我國土地奧壤，被稱為沃土，雖然遭遇荒災，都可以為很富裕。現在賊徒聚集，天下動搖，只有你才能平定，請想想辦法。」他就勒令部下精兵輕裝走到吳郡，夜晚到達城下，鼓譟進逼。王僧智懷疑大軍到達，於是自己輕舟逃到杜龕處。裴忌佔領吳郡，得陳霸先嘉獎，獲授吳郡太守。
陳霸先受禪建立南陳，徵任裴忌為左衛將軍。天嘉初年，外任持節、南康內史，其時義安太守張紹賓割據本郡謀反，陳文帝任用他為持節、都督嶺北諸軍事率兵討平。還朝後除授散騎常侍、司徒左長史。天嘉五年（564年），裴忌獲授雲麾將軍、衛尉卿，封東興縣侯，食邑六百戶。及後華皎在上流興兵，時為錄尚書輔政的陳宣帝命全部軍隊出兵討伐華皎，委派他為總知中外城防諸軍事。華皎被平，宣帝即位，在太建元年（569年）授裴忌為東陽太守，改封樂安縣侯，食邑一千戶。太建四年（572年），他入朝出任太府卿，次年（573年）轉職都官尚書。吳明徹率軍北伐，朝廷下詔以裴忌以本官監督吳明徹軍隊。淮南平定，授與他軍師將軍、豫州刺史。裴忌擅長安撫人心，於是當地安定，改授使持節、都督譙州諸軍事、譙州刺史，但未及就任，就因吳明徹獲詔攻打彭城、開封而改任都督，與吳明徹夾擊。陳軍在呂梁被打敗，裴忌被俘虜到北周，北周朝廷授與他上開府，封江夏郡公，開皇十四年（594年）在長安去世，虛歲七十三。

## 子女
- 裴蕴，隋朝开府、银青光禄大夫、御史大夫

## 引用
1. 1 2  《陳書·卷二十五·列傳第十九》：裴忌字無畏，河東聞喜人也。祖髦，梁中散大夫。父之平……贈仁威將軍、光祿大夫……忌少聰敏，有識量，頗涉史傳，為當時所稱。解褐梁豫章王法曹參軍。侯景之亂，忌招集勇力，隨高祖征討，累功為寧遠將軍。及高祖誅王僧辯，僧辯弟僧智舉兵據吳郡，高祖遣黃他率眾攻之，僧智出兵於西昌門拒戰，他與相持，不能克。高祖謂忌曰：「三吳奧壤，舊稱饒沃，雖凶荒之餘，猶為殷盛，而今賊徒扇聚，天下搖心，非公無以定之，宜善思其策。」忌乃勒部下精兵，輕行倍道，自錢塘直趣吳郡，夜至城下，鼓譟薄之。僧智疑大軍至，輕舟奔杜龕，忌入據其郡。高祖嘉之，表授吳郡太守。
2. 1 2  《南史·卷六十五·列傳第五十五》：之高字如山，邃兄中散大夫髦之子也。……之高第五弟之平字如原……子忌。忌字無畏，少聰敏，有識量，頗涉史傳，為當時所稱。侯景之亂，招集勇力，乃隨陳武帝征討。及陳武帝誅王僧辯，僧辯弟僧智舉兵據吳郡，陳武帝遣黃他攻之，不能克。命忌勒部下精兵，自錢唐直趣吳郡，夜至城下，鼓噪薄之。僧智疑大軍至，輕舟奔杜龕，忌入據吳郡。陳武帝嘉之，表授吳郡太守。
3. ↑  《陳書·卷二十五·列傳第十九》：高祖受禪，徵為左衛將軍。天嘉初，出為持節、南康內史。時義安太守張紹賓據郡反，世祖以忌為持節、都督嶺北諸軍事，率眾討平之。還除散騎常侍、司徒左長史。五年，授雲麾將軍、衛尉卿，封東興縣侯，邑六百戶。及華皎稱兵上流，高宗時為錄尚書輔政，盡命眾軍出討，委忌總知中外城防諸軍事。及皎平，高宗即位，太建元年，授東陽太守，改封樂安縣侯，邑一千戶。四年，入為太府卿。五年，轉都官尚書。
4. ↑  《南史·卷六十五·列傳第五十五》：天嘉五年，累遷衛尉卿，封東興縣侯。及華皎稱兵上流，宣帝時為錄尚書輔政，盡命眾軍出討，委忌總知中外城防諸軍事。宣帝即位，改封樂安縣侯。歷位都官尚書。
5. ↑  《陳書·卷二十五·列傳第十九》：吳明徹督眾軍北伐，詔忌以本官監明徹軍。淮南平，授軍師將軍、豫州刺史。忌善於綏撫，甚得民和。改授使持節、都督譙州諸軍事、譙州刺史。未及之官，會明徹受詔進討彭、汴，以忌為都督，與明徹掎角俱進。呂梁軍敗，陷于周，周授上開府。隋開皇十四年卒於長安，時年七十三。
6. ↑  《南史·卷六十五·列傳第五十五》：及吳明徹督眾北伐，詔忌以本官監明徹軍。淮南平，授豫州刺史。忌善於綏撫，甚得人和。及明徹進軍彭、汴，以忌為都督，與明徹俱進。呂梁軍敗，見囚于周，授上開府。隋開皇十四年，卒于長安，年七十三。

## 延伸阅读
[在维基数据编辑]
 《陳書/卷25》，出自姚思廉《陳書》